# Fokföldi afropapagáj
A fokföldi afropapagáj (Poicephalus robustus) a madarak osztályának papagájalakúak (Psittaciformes) rendjébe, a papagájfélék (Psittacidae) családjába és a jákópapagáj-formák (Psittacinae) alcsaládjába tartozó faj.

## Előfordulása
A Dél-afrikai Köztársaság területén honos.

## Szaporodása
Fészekalja 2-4 tojásból áll, melyen 28-30 napig kotlik. A fiókák kirepülési ideje 60-79 nap.

## Külső hivatkozások
- Képek az interneten a fajról
- Kruger Park Birds and Birding: Cape Parrot ( Poicephalus robustus) Archiválva 2019. szeptember 17-i dátummal a Wayback Machine-ben
- Kruger Times: Cape Parrot Count , South Africa's Only Endemic Parrot
- Percy FitzPatrick Institute of African Ornithology, South Africa : The Cape Parrot Poicephalus robustus is endemic to South Africa
- The Conservation and Protection of Endangered Species: (C.A.P.E.S): Cape Parrot, Breeding Parrots, Cape Parrot South Africa, Poicephalus Parrots